# Juncus khasiensis
Juncus khasiensis är en tågväxtart som beskrevs av Franz Georg Philipp Buchenau. Juncus khasiensis ingår i släktet tåg, och familjen tågväxter. Inga underarter finns listade i Catalogue of Life.